# قرار مجلس الأمن التابع للأمم المتحدة رقم 736
قرار مجلس الأمن التابع للأمم المتحدة رقم 736، المعتمد بدون تصويت في 29 يناير 1992، وبعد النظر في الطلب المقدم من جمهورية قيرغيزستان للانضمام إلى عضوية الأمم المتحدة، أوصى المجلس الجمعية العامة بقبول قيرغيزستان.